# Marco Rota

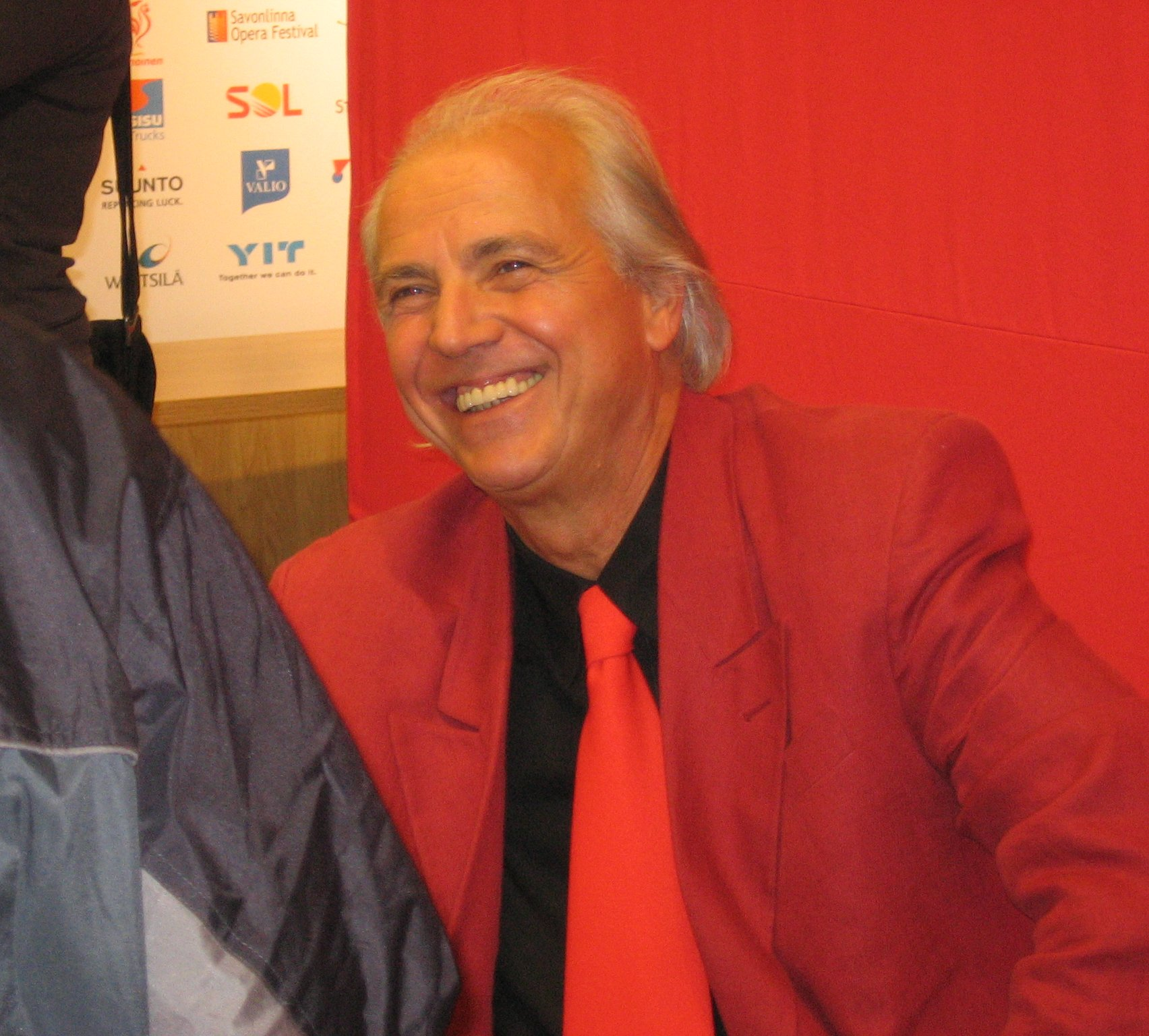
Marco Rota in Helsinki

Marco Rota (Milaan, 18 september 1942) is een Italiaanse striptekenaar, voornamelijk bekend van zijn werk voor Walt Disney.
In 1958 begon hij zijn carrière met het tekenen van avonturenstrips. In de jaren 60 tekende hij verhalen met Batman en Superman in de hoofdrol. Van 1974 tot 1988 was Rota hoofdredacteur van Topolino, de Italiaanse versie van de Donald Duck.
Tegenwoordig werkt Rota voor de Deense uitgever Egmont.
- Biblioteca Nacional de España: XX864320
- Gemeinsame Normdatei: 1243448903
- International Standard Name Identifier: 0000 0000 7890 1432
- Library of Congress Control Number: nb2019011362
- Nederlandse Thesaurus van Auteursnamen: 191157198
- Istituto Centrale per il Catalogo Unico: RAVV060413
- LIBRIS: 256037
- Système universitaire de documentation: 162113234
- Virtual International Authority File: 34435782